# スパー

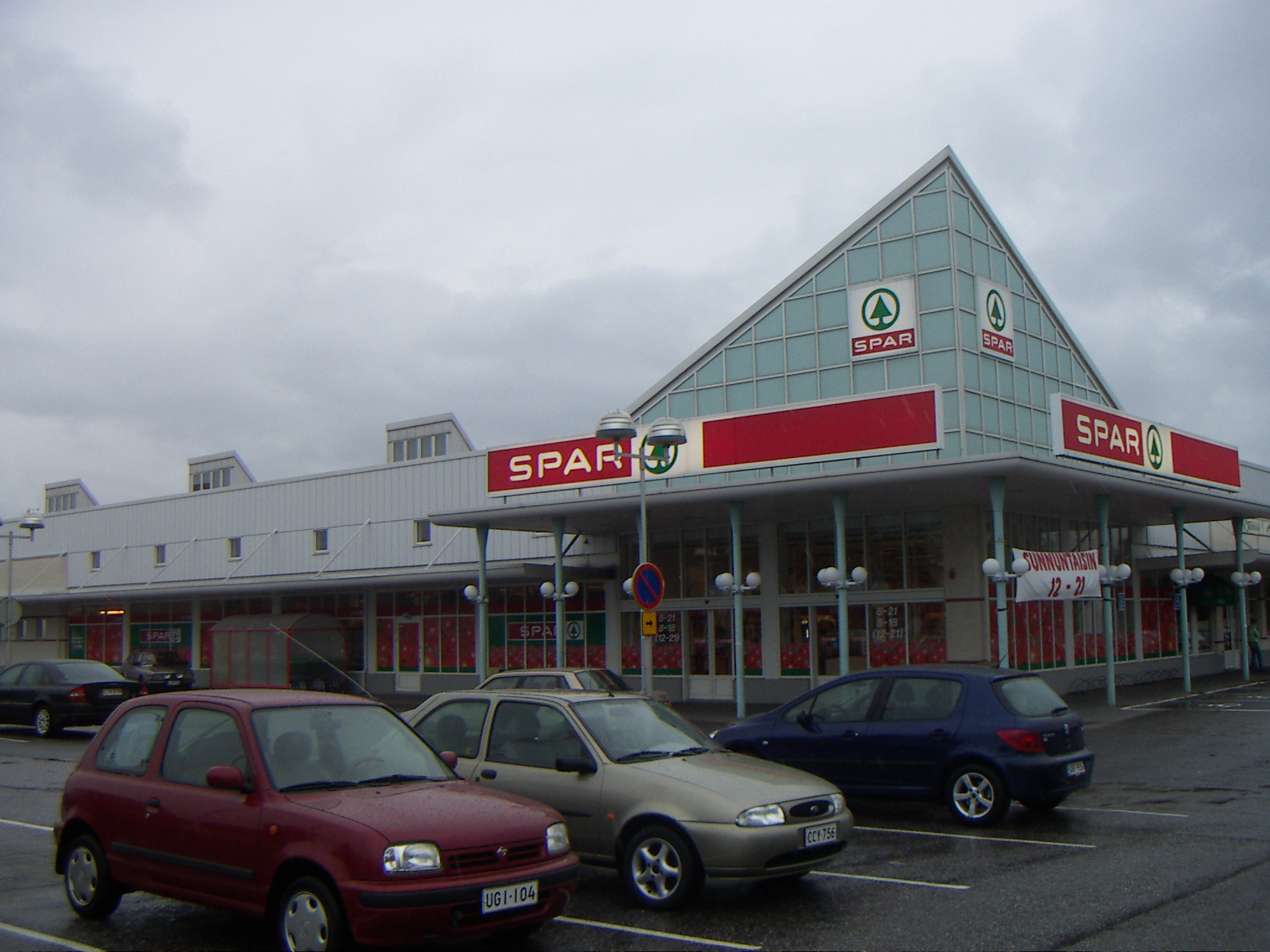
スパー店舗の例（フィンランド西スオミ州エウラ）

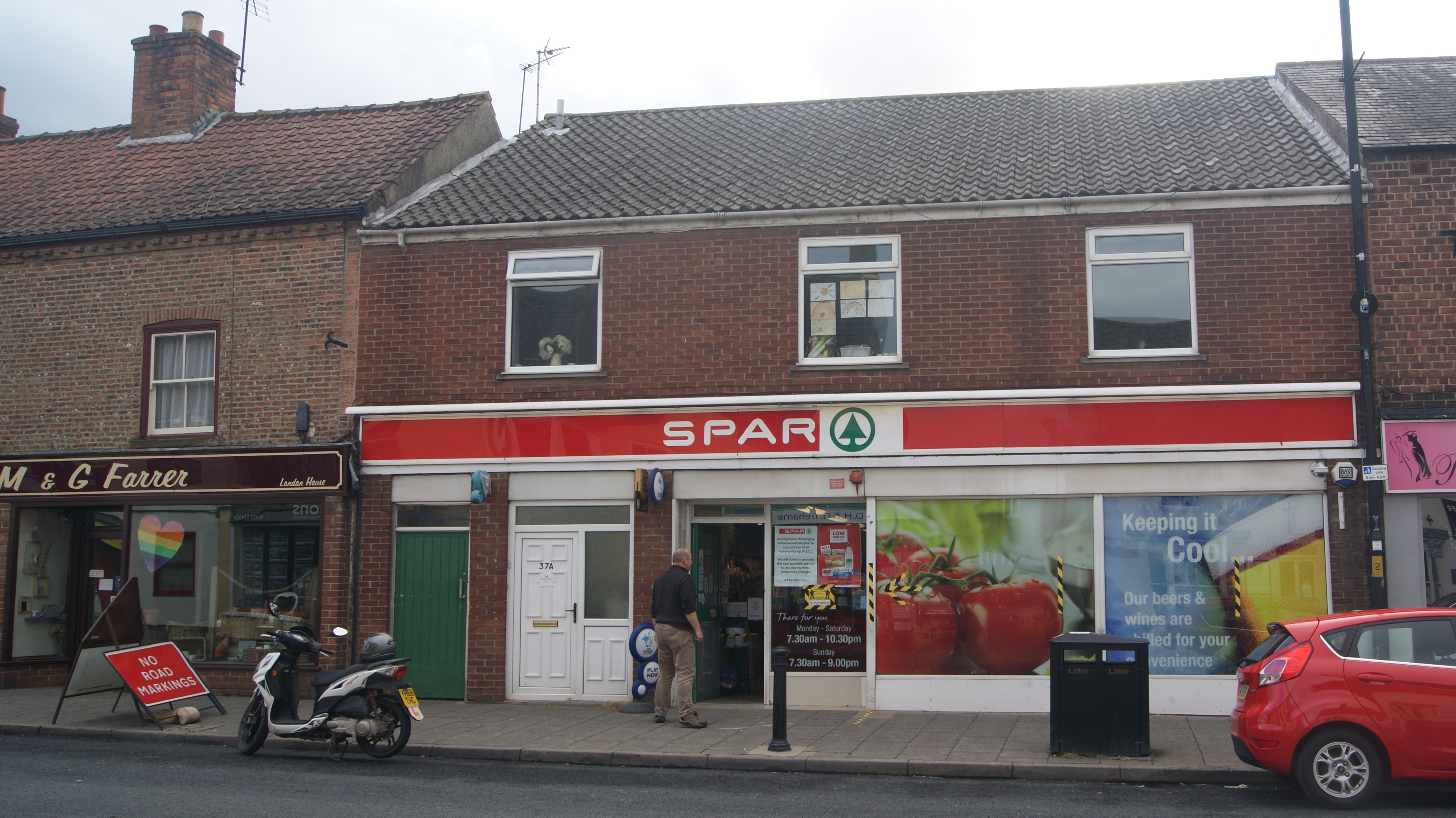
イギリスにあるコンビニタイプの店舗

スパー（SPAR）は、ヨーロッパを中心に30カ国以上の地域で展開する世界最大の食品小売りチェーン。国際本部は、オランダ・アムステルダムにある。
シンボルマークは「モミの木」がモチーフ。レイモンド・ローウィがデザインした。

## 沿革
オランダのアムステルダムで食品卸会社を経営していたアドリアン・ファン・ベル（Adriaan Van Well）が1932年、16人の小売店主と共に結成したボランタリー・チェーンのDE SPARがルーツとなっている。「DE SPAR」は、オランダ語でモミの木と言う意味だが、同時に「共同経営で常に利益」（Door Eendrachtig Samenwerken Profiteren Allen Regelmatig）の頭文字を取ったスローガンにもなっている。
1953年にはアムステルダムで、ヨーロッパや他地域へ業務展開するため国際本部を設置。スパーの店舗展開はヨーロッパ各国が大部分を占めるが、南アフリカ、オーストラリア、中華人民共和国、インドなどでも展開している。イギリスではスパーは主にコンビニとして知られているが、但し北アイルランドではアイルランド同様、スーパーマーケット業態でも運営している。
過去に日本でも運営されていたが、現在は国内から完全に撤退している。
スパーの店舗展開は国によって異なり、各店舗がフランチャイズ形式で個別に所有されている場合か、チェーンストア形式の支店となっている場合がある。各国の法人は国によって異なる資本で経営され、国によっては店舗のオーナーがチェーン法人を所有している場合もある。各国で共通しているのは、ブランディング（名前とロゴ）のみとも言える。そのロゴは1968年にレイモンド・ローウィがデザイン改定したもので、以来現在でも使用されている。
スパーでは傘下にいくつかのサブブランドを展開している。スーパーマーケットは「ユーロスパー」（Eurospar）、アフリカでは「スーパースパー」（Superspar）、小規模店は「スパー・エクスプレス」（Spar Express）、ハイパーマーケット（大規模スーパー）は「インタースパー」（Interspar）などがその例である。但し全ての業態およびサブブランドが全ての国で展開されている訳では無い。

## 世界各国のスパー

### 日本
日本では国際スパー本部との契約により全日本スパー本部が展開していたが、2008年11月末に全日本スパー本部は国際スパー本部との契約を解消（2009年に解散）、以降は地域本部の一つであった北海道スパーが国際スパー本部と直接契約する形に変更され、2016年8月末まで営業した。
これをもって日本における国際スパー本部との契約は終了したが、その後もSPARの屋号のまま営業を継続した店舗が複数確認されている。理由は不明。

#### 歴史・概要

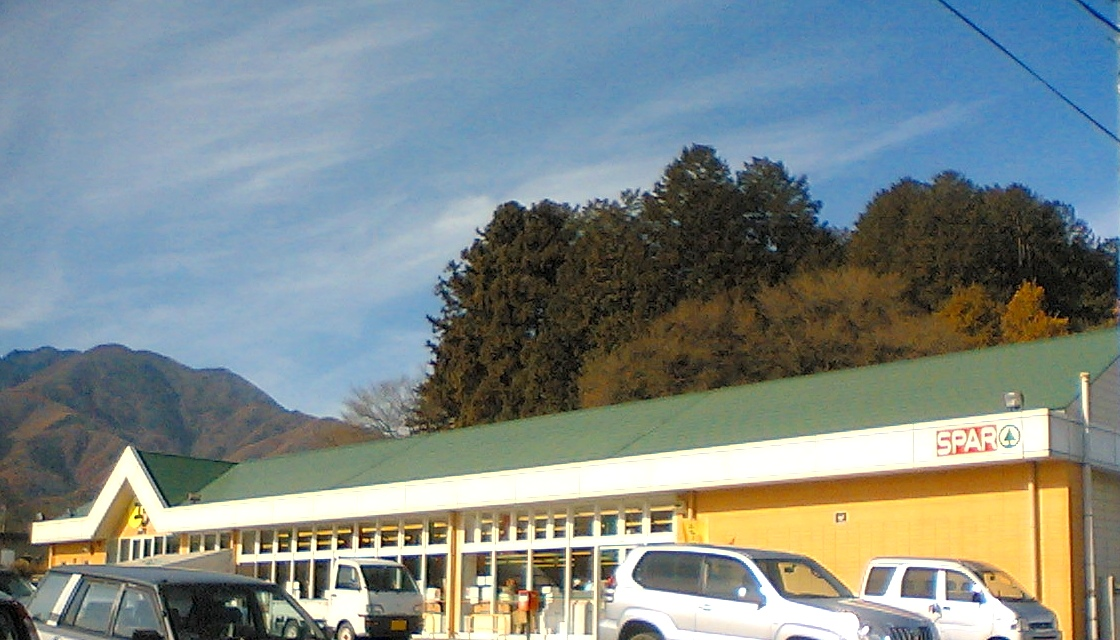
スパー店舗の例
（現在はセルバに転換、山梨県北杜市）

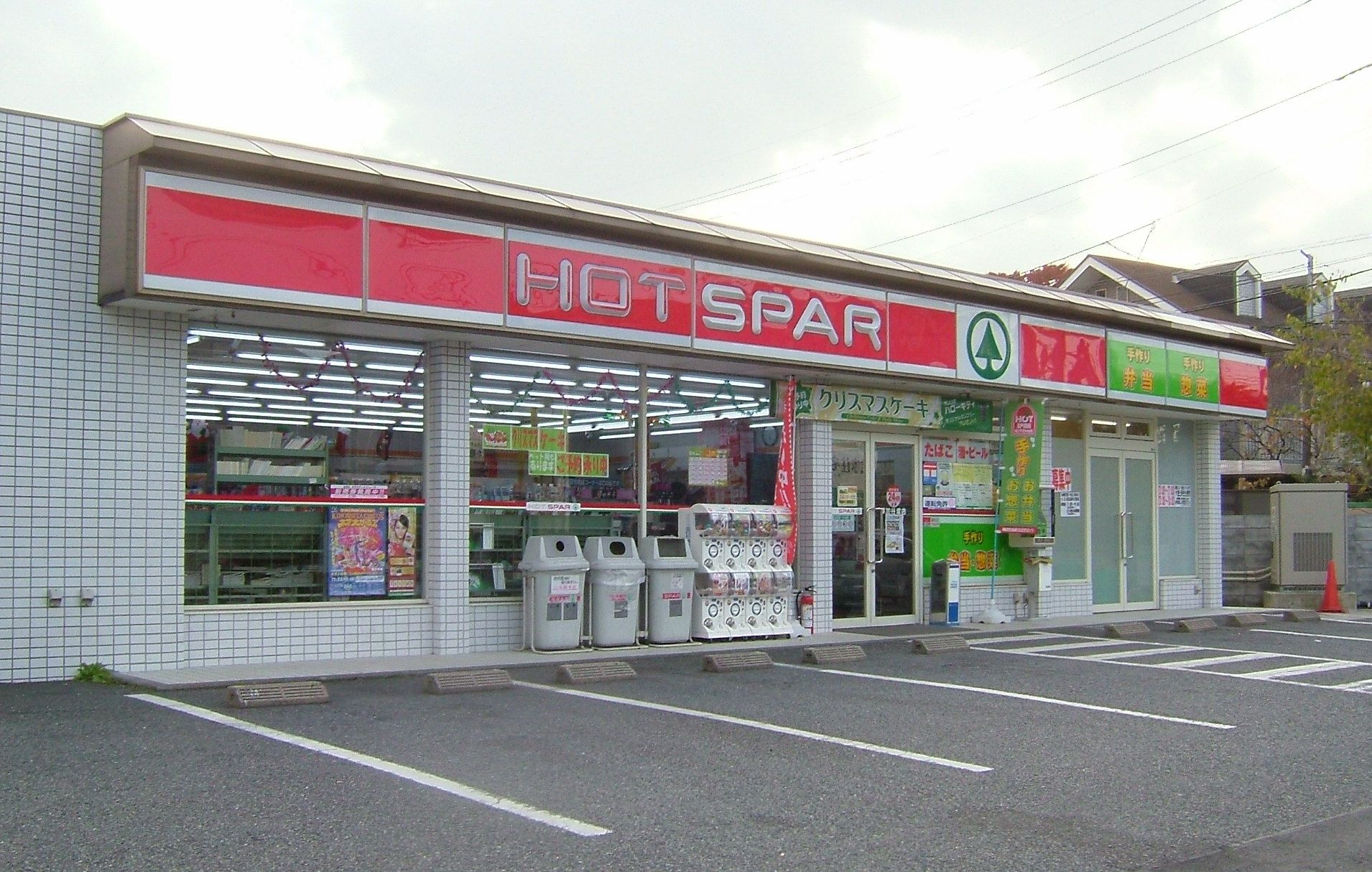
ホットスパー店舗の例
（現在はファミリーマートに転換、埼玉県草加市）

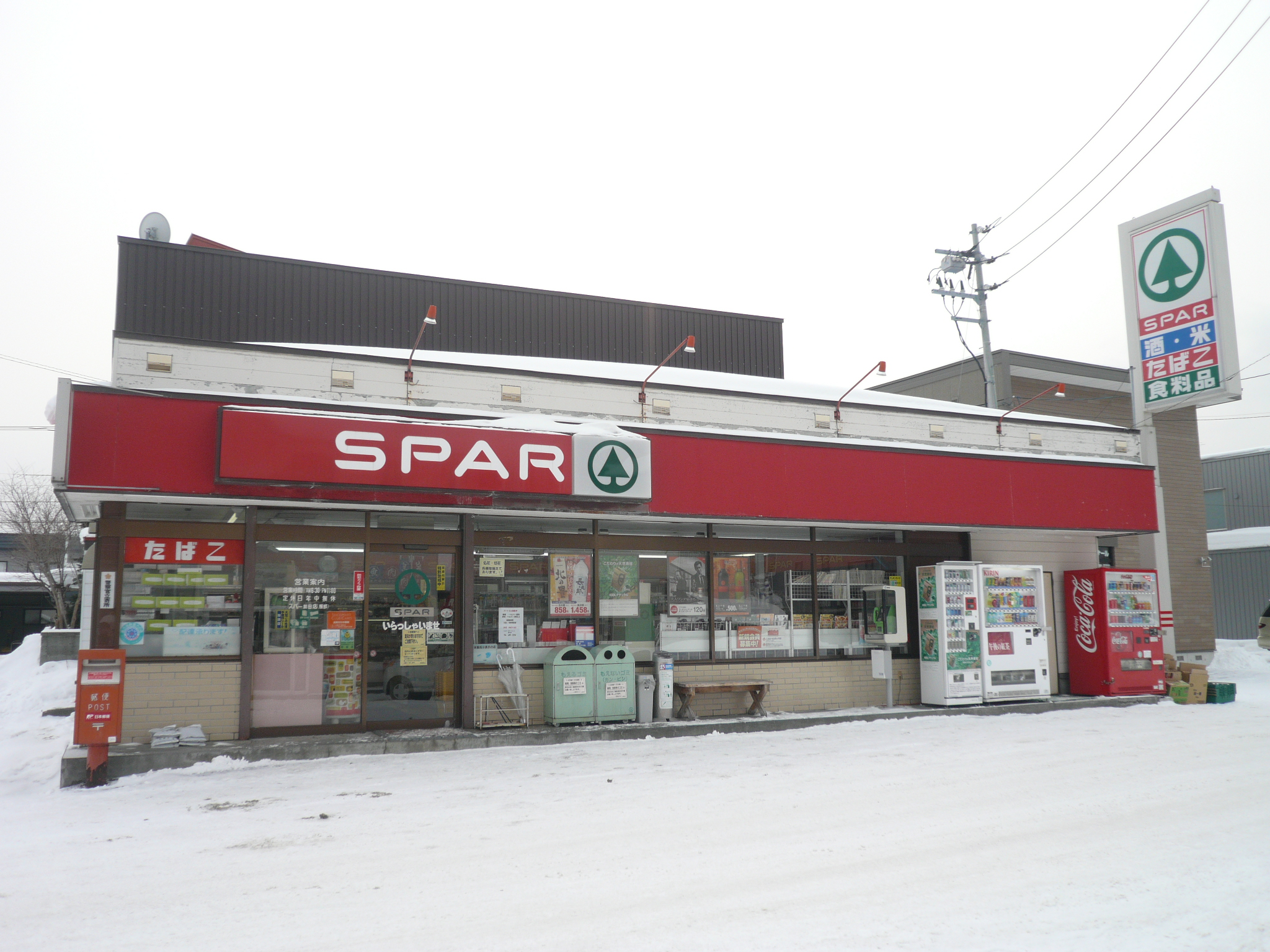
スパー店舗の例（北海道札幌市手稲区）
スパー前田店服部。現在は閉店

日本上陸は1977年（昭和52年）。当初は、食料品店やスーパーマーケットのボランタリー・チェーンであった。
全国に各地区本部があり、SPAR名のリージョナルチェーンを形成していた。
そのまとめ役として、株式会社全日本スパー本部（ぜんにほんスパーほんぶ、ALL Japan SPAR Co., Ltd.、愛知県名古屋市中区）があった。
各地区本部はそれぞれの地区に地盤を持つ卸売業者、小売業者によって設立された。緩やかな連携を保ちつつ、独立して運営されていた。
ボランタリー・チェーンであったため、多くの加盟店も地区本部から経営に介入されることなく独立して運営されていた。この点では、商店主などが加盟を検討する際、経営の自主性を奪われるフランチャイズチェーンと比べて魅力的であったと思われる。
反面、運営戦略は各地方、各店舗でバラバラであり、全国一律の商品仕入れや物流共同化は推し進められなかった。
1989年（平成元年）7月に首都圏スパー本部を買収して傘下に収めたカスミが東京都や神奈川県などの首都圏の主要地域に出店していなかったため首都圏での店舗展開があまり進まず、大都市圏に弱いこともあり、大手チェーンストア各社と比べブランドイメージの確立もスケールメリットの享受もできなかった。（ユニーやその子会社の大手コンビニエンスストアサークルケイ・ジャパンとの取引をメインとするトーカンの子会社が展開していた名古屋を中心とする東海地方では、東海地域スパー本部が1993年（平成5年）4月1日時点で計123店・加盟店売上高320億円（コンビニエンスストア47店・加盟店売上高60億円、スーパーマーケット76店・加盟店売上高260億円）、大阪府や兵庫県・京都府・奈良県など近畿大都市圏では、大阪地区スパー本部が1993年（平成5年）9月末時点で計124店、1994年（平成6年）3月期上期（1993年（平成5年）3月-9月）の加盟店売上高150.76億円に各々留まっていた。）
1982年（昭和57年）に四国スパー本部としてスパー1号店を開店したサニーマートや、同年に全日本スパー本部に加盟した寿屋と平和堂はスパーを展開し始めた当初からコンビニエンスストアとしての出店を進め、1985年（昭和60年）3月に関東地域スパー本部（現在のファミリーマート）がコンビニエンスストア業態のHOT SPAR1号店を開業させ、同年11月に北陸スパー本部（現在のアルビス）が日本海酒販と共に北陸ホットスパーを設立してコンビニエンスストアへの進出を目指すなど店舗の業態が当初の食料品店やスーパーマーケットからコンビニエンスストア業態の比率が上がっていき、1994年（平成6年）6月期には業態別にスーパーマーケット事業部とコンビニエンスストア事業部が全日本スパーに設置され、1996年（平成8年）6月期で12地域本部合計2,236店（期中250店増）の内コンビニエンスストアが78.3%を占めるようになっていった。
このコンビニエンスストア業態の店舗は北海道スパーを除いてHOT SPARを名乗った為、ブランドとしてもHOT SPARの比率が高まっていくことになった。
コンビニエンスストア業態の店舗でも北陸ホットスパーは2004年（平成16年）11月にポプラへ全株式が譲渡されてポプラに転換するまでボランタリー・チェーンであったほか、1995年（平成7年）に中核企業であったカスミコンビニエンスネットワークでも約770店舗のうちボランタリー・チェーンが約500店舗と店舗数の大半を占めるなど当初はボランタリー・チェーン契約が多かったが、カスミコンビニエンスネットワークがフランチャイズチェーンへの転換を進め、契約形態もボランタリー・チェーンからフランチャイズチェーンの比率が高まるなどその内容は変化していった。
1996年（平成8年）6月に12地域本部合計2,236店で加盟店売上高約3868.39億円を上げていたが、中核企業であったカスミコンビニエンスネットワークが加盟店オーナーから起こされた訴訟の影響で当時上場していたコンビニエンスストア4社中唯一同年8月までの1996年（平成8年）上期の店舗の増加数が前年実績を下回るなど伸び悩み始め、1998年（平成10年）2月期決算で同社の店舗数も844店舗へ純減となって約1.52億円の最終損失となって設立以来初の赤字に転じる状況に陥るなど衰退が始まった。
翌年度1999年（平成11年）2月期も大手コンビニエンスストアチェーンの店舗開発がカスミコンビニエンスネットワークの地盤である茨城県を含む北関東へ広がってきた影響で業績が伸び悩んで不採算店153店舗の閉鎖に追い込まれて店舗数の純減が続いて約70.71億円の最終損失という大幅な赤字で2期連続の赤字となったほか、2000年（平成12年）6月20日に九州地域スパー本部を傘下に持つ九州コンビニエンスシステムズがココストアと業務提携して同年に不採算店25店を閉店するなど他の本部でも他チェーンとの競合などで不採算となった店舗の閉鎖が行われて店舗数が減少した。
2001年（平成13年）には、3月14日にホットスパーを76店舗展開していたサニーマートがスリーエフとエリアフランチャイズ契約を結んで同年7月12日に1号店を開店させて新規開拓を切替える共に同月15日から既存加盟店もスリーエフへの切替も進めてホットスパーから離脱し、同年5月11日に平和堂が100%出資子会社東近畿地域スパー本部を通じて京都府、滋賀県、福井県の3府県でホットスパーを計108店舗展開していたがそのうち80店舗程度をファミリーマートに営業権を譲渡することで基本合意したと発表して同年8月末までに譲渡を完了させて事業から撤退してこの2つの本部の加盟店は完全に当グループから離脱していった。
2002年（平成14年）には、東海地域スパー本部が、コンビニエンスストア事業から撤退し、大阪地区スパー本部が解散してさらに2つの本部の加盟店は完全に当グループから離脱し、最大の店舗数を持つホットスパーコンビニエンスネットワークス(旧カスミコンビニエンスネットワーク)も不採算店の閉鎖を進めるなどしたため、同年6月期で9地区地域本部合計店舗数1,307店で加盟店売上高約2378.62億円に減少した。
2004年（平成16年）も10月22日に岩手県を中心にホットスパー131店を展開していたベルセンターがコンビニエンス事業をローソンに営業譲渡して店舗をローソンに転換することで合意して撤退、2004年（平成16年）11月には日本海酒販が北陸ホットスパーの全株式をチックタックシステムズと同時にポプラへ譲渡して撤退するなど再編に伴う店舗数の減少が進んだ。
2005年（平成17年）には買収したポプラが店舗をポプラに転換して12月13日付で北陸ホットスパーを同社に吸収合併し、エブリワンがココストアとエリアフランチャイズ契約を結んで2002年（平成14年）2月に直営22店FC125店で加盟店売上高220億円を上げていた九州地域スパー本部のホットスパーの店舗は2005年（平成17年）5月2日から5月26日までの期間で残っていた87店全てをココストアへ転換したため、新たに買収されなかったものの当ブランドを掲げた店舗数の減少は更に進んだ。
グループの中核企業であったホットスパーコンビニエンスネットワークスが2007年（平成19年）11月14日に店舗名を全てココストアに変更する方針を発表し、同月29日に新規出店したココストア竜ケ崎川原代店から店舗名の切り替えを始め、2008年（平成20年）2月～3月の2ヵ月間で既存店419店舗の内外装もココストアに切り替え、6月に社名も株式会社ココストアイーストへ変更し、全日本スパー本部から脱会する方針を固めたため、2008年（平成20年）11月末で全日本スパー本部は国際スパー本部との契約を解消して2009年（平成21年）2月末の総会で清算となり、国際スパー本部と直接契約を継続することになった北海道スパーを除く他の各地区本部はスパーとしての事業からは撤退して日本でのスパーの事業は北海道のみに縮小することになった。

#### 日本での事業の終焉
2009年以降、国際スパー本部に認知されている日本国内の事業所はセイコーマートの一部門である北海道スパーのみとなっていた。
しかし、道内の店舗ではオーナーの高齢化が進んだことによる代替わりや後継者難、スパーの経営ノウハウを充分吸収されたことなどの理由により、2016年8月末を以てスパー本部との契約を終了し、9月1日以降は一部店舗をセイコーマートに転換、残りはハマナスクラブの名称で営業を続け、それ以外の店舗については転換せずに閉店した。これにより国際スパー本部と契約するスパーは日本国内から完全撤退し、1977年から39年続いた歴史に幕を下ろした。

#### 沿革
- 1966年（昭和41年）
  - 6月 - 東海乾物株式会社（現：株式会社トーカン）が愛知県内の小売店46店と共にボランタリーチェーン「チューリップチェーン」を結成[9]。
  - カネトミ商事と取引先によって1963年に結成されていたボランタリーチェーンが全日本チューリップチェーンに加盟。関西チューリップチェーンとなる[43][44]。
- 1968年（昭和43年）
  - 7月 - 株式会社長野中央市場（現：マルイチ産商）が甲信越地域スパー本部の前身であるチューリップチェーン長野を設立[45][46][47]。
  - 12月 - 富山県内の食品スーパー経営者10人が北陸チューリップチェーン（現：アルビス）を結成し、北陸チューリップチェーン株式会社を設立[16]。
- 1969年（昭和44年） - トーカンが株式会社チューリップチェーンを設立。
- 1970年（昭和45年）5月 - 桑宗がチューリップチェーン福山を設立[46]。
- 1975年（昭和50年） - 亀井通産株式会社を中心に九州チューリップチェーン結成。
- 1976年（昭和51年） - トーカンが株式会社全日本チューリップ・チェーンを設立。
- 1977年（昭和52年） 
  - 国際スパー本部に正式加盟。
  - 全日本チューリップ・チェーンが株式会社全日本スパー本部へ社名変更。
  - 8月 - 株式会社丸ヨ西尾（現：セイコーフレッシュフーズ、セコマの子会社）が北海道スパー株式会社を設立。
  - 9月 - 北陸チューリップチェーンが全日本スパー組織に加盟し、富山県地区本部となる[16]。
  - 12月[6] - 株式会社カスミが茨城県地区スパー本部株式会社を設立[48]。
  - 株式会社チューリップチェーンが愛知県地区スパー本部へ社名変更。
    - 以後、チューリップチェーン店舗の多くがスパーに転換された。チューリップチェーンの地区本部となっていた各企業も、スパーの地区本部を始めることとなる。

  - 株式会社桑宗のチューリップチェーン福山が広島県東部地区スパー本部株式会社となる[46]。
  - 株式会社長野中央市場（現：マルイチ産商）の関連会社が長野県地区スパー本部株式会社となる[47]。
  - カネトミ商事株式会社のチューリップチェーン部門が大阪地区のスパー本部となる。
  - 九州チューリップチェーンが株式会社熊本県地区スパー本部となる。
- 1978年（昭和53年）7月 - 北陸チューリップチェーンが富山県地区スパー本部株式会社へ社名変更[16]。
- 1980年（昭和55年）
  - 5月 - 茨城県地区スパー本部が関東地域スパー本部株式会社へ社名変更[7]。
  - 株式会社サニーマートの社内に四国スパー本部が発足。
- 1981年（昭和56年） - 九州地域スパー本部株式会社を設立。
- 1982年（昭和57年）
  - 7月 - チェーンストアオオクワがコンビニ部門を設立[49]。
  - 11月 - 株式会社平和堂が加盟[15]。
  - 四国スパー本部1号店を開店[13]。
  - カネトミ商事が大阪地区スパー本部株式会社を設立。
- 1983年（昭和58年）
  - 5月25日 - 株式会社忠実屋が首都圏地域スパー本部株式会社を設立[50]。
  - 7月 - 豊橋トーエーがスパー部門を独立させ、愛知県東部地区スパー本部株式会社を設立[51]。
  - 9月 - チェーンストアオオクワがスパー部門を独立させ、南近畿地域スパー本部株式会社を設立[49]。
  - 株式会社平和堂が東近畿地域スパー本部株式会社を設立[15]。
- 1984年（昭和59年）
  - 6月 - 株式会社ベルセンター（ジョイスの関連会社）が東北スパー株式会社を設立[36][35]。
  - 長野県地区スパー本部が甲信越地域スパー本部株式会社へ、愛知県地区スパー本部が東海地域スパー本部株式会社へ、それぞれ社名変更。
- 1985年（昭和60年）
  - 7月 - 富山県地区スパー本部が北陸スパー本部株式会社へ社名変更[16]。
  - 11月 - 北陸スパー本部が日本海酒販と共にコンビニエンスストア運営の北陸ホットスパーを設立[16]
  - 沖縄スパー本部株式会社を設立。
- 1986年（昭和61年） - 宮城地区スパー本部株式会社を設立。
- 1989年
  - 2月 - 関東地域スパー本部が沖縄スパー本部株式会社を完全子会社化[7]。
  - 7月 - 関東地域スパー本部が首都圏地域スパー本部株式会社を完全子会社化[7]
- 1991年（平成3年） - 関東地域スパー本部が株式会社カスミコンビニエンスネットワークスへ社名変更。ボランタリー・チェーンからフランチャイズ・チェーンに転換。
- 1992年（平成4年）4月 - 北陸スパー本部が株式会社チューリップと合併し、アルビス株式会社となる[16]。
- 1993年（平成5年）
  - 3月 - カスミコンビニエンスネットワークスが沖縄スパー本部を吸収合併、首都圏地域スパー本部から営業譲受[17]。
  - 4月1日 - 東海地域スパー本部が岐阜東永が運営していた岐阜県でのスパー本部事業を営業譲受[11]。
- 1994年（平成6年）
  - 日本国内での加盟店が2,000店を超える。
  - 8月 - 北陸ホットスパーがアルビスに代わって北陸地区の地区本部となる[16]。
- 1996年（平成8年）6月 - 甲信越地域スパー本部が新たにコンビニエンスストア事業部を設けて1号店を開店[52]。
- 1997年（平成9年）7月28日 - カスミコンビニエンスネットワークスが、甲信越地域スパー本部のコンビニエンスストア事業を営業譲受、株式会社甲信ホットスパーを設立[53]。
- 1999年（平成11年）8月 - 九州地域スパー本部が株式会社コトブキヤ・コンビニエンスシステムズ（現：株式会社ココストアウエスト）や株式会社リョーユーチェーンサポートシステム（現：ココストアリテール）と統合する目的で九州コンビニエンスシステムズ株式会社を設立[54]。
- 2000年（平成12年）
  - 3月 - アルビスが北陸ホットスパーの全株式を日本海酒販へ譲渡[16]。
  - 4月 - アルビス、マルイチ産商、三菱商事がアルビス・イースト・ソリューションズを設立[45][16]。
  - 6月20日 - 九州地域スパー本部を傘下に持つ九州コンビニエンスシステムズがココストアと業務提携[26]。
- 2001年（平成13年）
  - 3月14日 - サニーマートが株式会社スリーエフとエリアフランチャイズ契約を締結して四国エリアのホットスパーは出店を中止[28]。
  - 3月 - ココストアがカスミグループの所有する約46.29%を含む全株式を公開買付（TOB）で取得して資本・業務提携[55]。
  - 5月11日 - 平和堂が株式会社ファミリーマートに東近畿地域スパー本部の営業権を譲渡することで基本合意したと発表[30]。
  - 6月18日 - 壽屋が保有する九州地域スパー本部を傘下に持つ九州コンビニエンスシステムズ株85.7%を株式会社ココストアに譲渡[56]。
  - 7月1日 - カスミコンビニエンスネットワークスが株式会社ホットスパーコンビニエンスネットワークスへ社名変更[57]。
  - 7月 - サニーマートがスリーエフの出店と既存店のスリーエフへの転換を開始[29]。
  - 8月末 - 平和堂がファミリーマートに東近畿地域スパー本部の営業権を譲渡を完了させて事業から撤退[30]
  - 10月 - トーカンが東海地域スパー本部のスーパーマーケット事業を営業譲受[58][32]。
- 2002年（平成14年）
  - 2月
    - ホットスパーコンビニエンスネットワークスが宮城地区スパー本部のコンビニエンスストア部門を営業譲受[7][33]。
    - 東海地域スパー本部がコンビニエンスストア事業から撤退[32]。

  - 大阪地区スパー本部を解散[33]。
- 2004年（平成16年）
  - 2月1日 - ココストア傘下の株式会社エブリワンが、九州地域スパー本部を吸収合併[59]。
  - 10月22日 - 岩手県を中心にホットスパー131店を展開していた東北スパーがコンビニエンス事業を株式会社ローソンに営業譲渡して店舗をローソンに転換することで合意して撤退[35]。
  - 11月 - 株式会社ポプラが日本海酒販から全株式を譲り受けて北陸ホットスパーを完全子会社化し[19]、店舗はポプラへ転換。
- 2005年（平成17年）
  - 4月1日 - トーカンが東海地域スパー本部を吸収合併[58]。
  - 5月 - エブリワンがココストアの九州地区本部となり、九州のスパー店舗がココストアへ転換される[37]。
  - 東近畿地域スパー本部を解散。
  - 北陸ホットスパーを解散。
- 2006年（平成18年）
  - 9月末 - 甲信越地域スパー本部を解散し、マルイチ産商が甲信越地域スパー本部の商標権管理業務を引き継ぐ[60]。
  - ココストアがホットスパーコンビニエンスネットワークスと九州コンビニエンスストアシステムズを吸収合併。これに先立ちホットスパーコンビニエンスネットワークスは同名の事業会社を会社分割で設立。
- 2007年（平成19年）11月14日 - ホットスパーコンビニエンスネットワークスがホットスパーでの新規出店を中止、ココストアへの転換を発表[38]。
- 2008年（平成20年）
  - 3月末 - ホットスパーコンビニエンスネットワークスが運営する全店舗のココストアへの転換を完了[41]。
  - 11月末 - 全日本スパー本部が国際スパー本部との契約を解消[3]。北海道スパー株式会社のみ国際スパー本部との直接契約に切り替えて活動継続。
  - 12月 - 愛知県東部地区スパー本部株式会社を株式会社東海リテールサポート本部へ社名変更[51]。
- 2009年（平成21年）2月末 - 全日本スパー本部を清算[3]。
- 2016年（平成28年）8月31日 - 北海道スパー株式会社が店名のスパーとしての営業を終了、24:00をもって同社公式サイトを閉鎖[61]。

#### SPARチェーンを構成していた各地区本部
| 地区             | ブランド名 | 運営会社 |
| ---------------- | ---------- | --- |
| 北海道           | SPAR       | 北海道スパー株式会社（セイコーマート） → ハマナスクラブ |
| 東北             | SPAR       | 東北スパー株式会社 |
| 東北             | HOTSPAR    | 東北スパー株式会社 → ローソンに転換 |
| 宮城             | HOTSPAR    | 宮城地区スパー本部株式会社 → 株式会社ホットスパーコンビニエンスネットワークス → ココストアイースト→ファミリーマートに転換                                                                                |
| 関東・福島・静岡 | HOTSPAR    | 株式会社ホットスパーコンビニエンスネットワークス → ココストアイースト→ファミリーマートに転換 |
| 甲信越           | SPAR       | 甲信越地域スパー本部株式会社 → 株式会社マルイチ産商 → イーストアに転換 |
| 長野             | HOTSPAR    | 甲信越地域スパー本部株式会社 → 株式会社ホットスパーコンビニエンスネットワークス → 撤退 |
| 愛知・岐阜・三重 | SPAR       | 東海地域スパー本部株式会社 → 株式会社トーカン |
| 愛知・岐阜・三重 | HOTSPAR    | 東海地域スパー本部株式会社 |
| 愛知             | SPAR       | 豊橋トーエー → 愛知県東部地区スパー本部株式会社（豊橋トーエー） → 株式会社東海リテールサポート本部 |
| 愛知・岐阜・三重 | SPAR       | 岐阜県スパー本部（岐阜東永） → 東海地域スパー本部株式会社 → 株式会社トーカン |
| 富山・石川       | HOTSPAR    | 北陸ホットスパー株式会社 → ポプラに転換 |
| 富山             | SPAR       | アルビス株式会社 → アルビス・イースト・ソリューションズに営業権を譲渡してスパー地区本部としての業務から撤退                                                                                              |
| 滋賀・福井・京都 | HOTSPAR    | 東近畿地域スパー本部（平和堂） → ファミリーマートに転換 |
| 大阪             | SPAR       | 大阪地区スパー本部（カネトミ商事） → 解散 |
| 広島県東部       | HOTSPAR    | 広島県東部地区スパー本部株式会社（桑宗） → 株式会社チューリップチェーン本部（桑宗）に転換 |
| 四国             | HOTSPAR    | 四国スパー本部（サニーマート） → スリーエフ → ローソン高知に転換 |
| 九州本土         | SPAR       | 熊本県地区スパー本部 → 九州地域スパー本部 → 株式会社エブリワン → ココストア（エブリワン管轄）→ファミリーマートに転換                                                                                     |
| 九州本土         | HOTSPAR    | 九州地域スパー本部 → 九州コンビニエンスシステムズ → 株式会社エブリワン → ココストア（エブリワン管轄）→ファミリーマートに転換                                                                             |
| 沖縄             | HOTSPAR    | 沖縄スパー本部株式会社 → 株式会社ホットスパーコンビニエンスネットワークス → ココストアイースト → 沖縄ファミリーマートに転換 株式会社エブリワン → ココストア（エブリワン管轄）→沖縄ファミリーマートに転換 |

#### オリジナル商品
- 内藤弁当 - WBCフライ級王者内藤大助がプロデュースした弁当のシリーズ。「世界フライ級弁当」、「ボディーブロー弁当」などを2007年（平成19年）12月に発売。

## スパーがある国

### ヨーロッパ
オランダ、ドイツ、ギリシャ、オーストリア、ベルギー、アイルランド、イタリア、スペイン、キプロス、スウェーデン、スイス、デンマーク、フランス、フィンランド、イギリス、ノルウェー、クロアチア、ポーランド、チェコ、ハンガリー、ルーマニア、ロシア、スロベニア、ウクライナ

### アフリカ
南アフリカ、ボツワナ、モーリシャス、ナミビア、ジンバブエ、ザンビア、ナイジェリア

### アジア
インド、ベトナム、中華人民共和国、タイ王国、インドネシア

### オセアニア
オーストラリア